# Ingomar Senz
Ingomar Manfred Senz (* 21. September 1936 in Filipowa, Batschka, Königreich Jugoslawien) ist ein deutscher Heimatforscher, der sich insbesondere um die Geschichte der Donauschwaben verdient gemacht hat.

## Leben und Wirken
Ingomar Senz wurde als Sohn des Heimat- und Volksforschers Josef Volkmar Senz geboren. Er besuchte die Volksschule in Budakeszi bei Budapest. 1944 floh er mit seiner Familie über das Sudetenland und Sachsen nach Bayern, wo er von 1947 bis 1956 das Johannes-Thurmair-Gymnasium in Straubing besuchte. Anschließend studierte er Geschichte, Deutsch und Erdkunde an den Universitäten München, Marburg und Würzburg. Wesentlich beeinflusst durch seine Lehrer Harold Steinacker, dessen primäres Sachgebiet Österreich-Ungarn war und Georg Stadtmüller, der sich als Kenner der ungarischen Geschichte einen Namen gemacht hatte, interessierte er sich bereits während des Studiums für die Geschichte der Südostdeutschen und insbesondere die der Donauschwaben. Nach dem Staatsexamen 1965 trat er in den Schuldienst am Comenius-Gymnasium Deggendorf ein, wo er als Studiendirektor im Fachbereich Deutsch in der Ausbildung von Referendaren bis zum Ruhestand tätig war. Zum Eintritt in den Ruhestand stiftete er den „Dr.-Senz-Kulturpreis“, mit dem jährlich hervorragende kulturelle Leistungen von Schülerinnen und Schülern ausgezeichnet werden.

## Ehrungen
2018 wurde Ingomar Senz mit dem Verdienstorden der Bundesrepublik Deutschland ausgezeichnet für sein umfassendes und langjähriges kulturelles Engagement als Pädagoge und Historiker, der sich in besonderer Weise um das Gemeinwohl verdient gemacht hat. Der bayerische Staatsminister für Unterricht und Kultus Bernd Sibler hielt die Laudatio für seinen ehemaligen Lehrer am Comenius-Gymnasium Deggendorf.

## Mitgliedschaften
- Mitglied des Bayerischen Philologenverbandes München
- Mitglied des Südostdeutschen Kulturwerks
- Mitglied der Südostdeutschen Historischen Kommission
- Vorsitzender der Donauschwäbischen Kulturstiftung München[1]

## Veröffentlichungen (Auswahl)
- Die nationale Bewegung der ungarländischen Deutschen vor dem Ersten Weltkrieg. Eine Entwicklung im Spannungsfeld zwischen Alldeutschtum und ungarischer Innenpolitik. erschienen in der Buchreihe der Südostdeutschen Historischen Kommission, Dissertation, München 1977.
- Die Schwaben in der Batschka, 1988. Geschichte und Kultur einer deutschen Volksgruppe zwischen Theiß und Donau. In: Horst Kühnel (Hg.): Die Donauschwaben. Deutsche Geschichte und Kultur in Südosteuropa. Sechs Vorträge. Haus des Deutschen Ostens, München, S. 25–48
- Die Donauschwaben (= Studienreihe der Stiftung Ostdeutscher Kulturrat, Band 5). Verlag Langen-Müller, München 1994, ISBN 3784425224
- Donauschwäbische Geschichte. Wirtschaftliche Autarkie und politische Entfremdung 1806 bis 1918. Band 2, Universitas Verlag, München 1997, ISBN 3800413477
- mit Rotraud Senz: Ein Leben für die Donauschwaben. Ein Porträt von Josef Volkmar Senz und seinem Werk. Verlag der Donauschwäbischen Kulturstiftung, München 1999.
- Apatiner Vor- und Familiennamen – ein namenkundlicher Beitrag. München 1970
- Zwischen Bewahrung und Anpassung. Erbe und Auftrag der Donauschwäbischen Kulturstiftung. Festschrift. Verfasst aus Anlass des zehnjährigen Bestehens der Donauschwäbischen Kulturstiftung. München 1988
- Auf dem Weg zu mir selbst. Verlag Pro Business, München 2007, ISBN 3868050159
- Zahlreiche Artikel, Beiträge und Vorträge über die Geschichte der Donauschwaben[1]
- Rückkehr ins Sehnsuchtsland: Die Eingliederung der Donauschwaben in die deutsche Nachkriegsgesellschaft, Verlag Druckerei Ebner 2020, ISBN 3934726968